# حزب عدالة الشعب (ماليزيا)

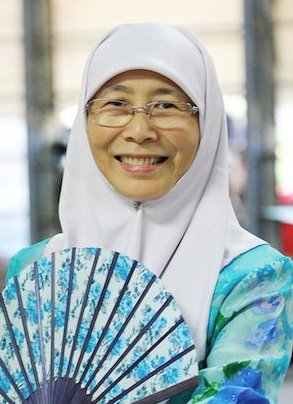
وان عزيزة وان إسماعيل المؤسس والرئيس الحالي لحزب عدالة الشعب.

حزب عدالة الشعب (بالملايوية: Parti Keadilan Rakyat) غالبا ما يعرف اختصارا باسم KEADILAN أو PKR) هو حزب سياسي وسطي متعدد الأعراق في ماليزيا التي تشكل في عام 2003 من قبل اندماج حزب العدالة الوطني والحزب العتيق حزب الشعب الماليزي
(PRM).وقد قاد حزب عدالة الشعب د. وان عزيزة وان إسماعيل وزاد تمثيله البرلماني من مقعد واحد إلى 31 مقعدا في الانتخابات العامة لعام 2008 إلى أن تم رفع الحظر السياسي الذي فرض على نائب رئيس الوزراء السابق أنور إبراهيم رفعت في 14 نيسان / أبريل 2008. الآن الحزب هو الآن أكبر حزب في تحالف الأمل (Pakatan Harapan) الذي شكل الحكومة بعد الانتخابات العامة الماليزية 2018 وذلك بعد فترة امتدت 60 عامًا من سيطرة الجبهة الوطنية (BN). يتمتع الحزب بدعم قوي من دول حضرية مثل سيلاغور، بينانغ وأيضا جوهر.
حزب عدالة الشعب (KEADILAN - PKR) تشكل من أجل عدالة أنور إبراهيم وعائلته ويعزز جدول الأعمال مع تركيز قوي على العدالة الاجتماعية ومكافحة الفساد. اعتمد الحزب مؤخرًا برنامجًا يسعى إلى إلغاء السياسة الاقتصادية الجديدة واستبدالها بسياسة مع التركيز على النهج غير العرقي في القضاء على الفقر وتصحيح الاختلالات الاقتصادية. وهو أحد الأحزاب الأربعة المكونة للتحالف الحكومي في ماليزيا ويطلق عليه تحالف الأمل (Pakatan Harapan/PH).

## التاريخ

### السنوات الأولى
عام 1997 شهد الاقتصاد الماليزي تأثر الأزمة المالية الآسيوية. وزير المالية في ذلك الوقت أنور إبراهيم (يضا نائب رئيس الوزراء)، وضع سلسلة من الإصلاحات الاقتصادية وتدابير التقشف كرد فعل للأزمة. وقد تفاقمت هذه الإجراءات عندما طرح تعديلات مثيرة للجدل لقانون مكافحة الفساد تسعى إلى زيادة سلطات وكالة مكافحة الفساد. رئيس الوزراء مهاتير محمد اختلف مع هذه التدابير وأقال في نهاية المطاف أنور من جميع مناصبه. أدى هذا الحادث والظروف التي حدث فيها إلى غضب شعبي في ما أصبح يعرف باسم حركة ريفورمسي (الحركة الإصلاحية) لكنه أسفر أيضًا عن اعتقال أنور واحتجازه لاحقاً على ما يعتقد الكثيرون أنه اتهامات ذات دوافع سياسية بسوء السلوك الجنسي والفساد. بناء على زخم الحركة الإصلاحية (Reformasi)، حركة سياسية تسمى حركة العدالة الاجتماعية ((بالملايوية: Pergerakan Keadilan Sosial)) (عدل) تشكلت برئاسة د. وان عزيزة وان إسماعيل زوجة أنور. لكن مع مواجهة صعوبات في تسجيل «عدل» كحزب سياسي، استولت الحركة الإصلاحية على حزب صغير
اتحاد المجتمع الماليزي الإسلامي (رابطة) وأصبح اسمه حزب العدالة الوطني (بالملايوية: Parti Keadilan Nasional) في 4 أبريل 1999، في الوقت المناسب لمواجهة الانتخابات العامة في عام 1999. ولوحظ أن الحزب له أوجه تشابه قاسية مع الحزب الديمقراطي الاجتماعي المالي المتعدد الأعراق الذي لم يعد له وجود الآن حزب العدالة الشعبية الماليزي «بيكيماس». انضم الحزب إلى حزب العمل الديمقراطي (DAP)، وحزب الشعب الماليزي (PRM)، والحزب الإسلامي الماليزي (PAS) في تحالف انتخابي واسع النطاق يعرف باسم Alternative Front (الجبهة البديلة) لتواجه التحالف الحاكم الجبهة الوطنية (BN) في الانتخابات العامة عام 1999.

### الاعتقالات
بين 27 و30 سبتمبر 1999، سبعة نشطاء، من بينهم قادة الحزب؛ نائب الرئيس تيان تشوا، ن. غوبالاكريشنان، زعيم الشباب محمد عزام محمد نور، محمد عزمي علي، فارس عز الدين والدكتور بدر أمين بهارون؛ تم القبض عليهم وكنتيجة منعهم من خوض الانتخابات. وتمت عمليات اعتقال أخرى في 10 أبريل 2001، وتم في وقت لاحق اتهام واحتجاز هؤلاء المقبوض عليهم بموجب قانون الأمن الداخلي. وأصبحوا يعرفون باسم Reformasi 10.

### الانتخابات العامة في عام 1999
دخل الحزب في الحملة مع العديد من قادته الرئيسيين قيد الاعتقال ونتيجة لذلك فقد فاز فقط بخمسة مقاعد برلمانية في الانتخابات على الرغم من حصوله على 11.67٪ من مجموع الأصوات المدلى بها. كسبت الجبهة البديلة ككل 40.21 ٪ من مجموع الأصوات المدلى بها مع حصول الحزب الإسلامي الماليزي علي 27 مقعدا وحزب العمل الديمقراطي
حصل على عشرة مقاعد.

### الاندماج مع حزب الشعب الماليزي
وشهدت فترة ما بعد الانتخابات المفاوضات بين حزب عدالة الشعب وحزب الشعب الماليزي
(PRM) على الاندماج المحتمل. على الرغم من بعض المعارضة في كلا الطرفين للحركة،
 ووقع الطرفان في نهاية المطاف مذكرة تفاهم من 13 نقطة في 5 يوليو 2002. في 3 أغسطس 2003، تم إطلاق الكيان المدمج الجديد رسميًا وتسلم اسمه الحالي.

### أنور إبراهيم نال حريته
في 2 سبتمبر2004، وفي قرار من المحكمة الفيدرالية، أُلغيت إدانة أنور إبراهيم وقد تم إطلاق سراحه. جاء هذا التحول المفاجئ للأحداث في الوقت المناسب لعدالة كايلان التي كانت تواجه معنويات متدنية بسبب أدائها السيئ في الانتخابات.

## أيديولوجية
دستور الحزب كواحد من مبادئه الأساسية، إنشاء "مجتمع عادل وأمة ديمقراطية وتقدمية ومتحدة
". في الممارسة عمليا، ركز الحزب في المقام الأول على تعزيزالعدالة الاجتماعية  والعدالة الاقتصادية،  القضاء على الفساد السياسي وقضايا حقوق الإنسان في إطار غير عرقي.

## Structure and membership

### Current office bearers
| - القائد: - أنور إبراهيم - رئيس: - وان عزيزة وان إسماعيل - Deputy President: - محمد عزمن علي - الأمين العام: - Saifuddin Nasution - Vice-President: - نور العزة أنور - تشوا تيان تشانغ - Shamsul Iskandar Md. Akin - Rafizi Ramli - Xavier Jayakumar Arulanandam - Shaharuddin Badaruddin - Angkatan Muda KeADILan's Chief: - Nik Nazmi Nik Ahmad - Angkatan Muda KeADILan's Deputy Chief: - Afif Bahardin - Women's Chief: - زوريدة قمر الدين - Women's Deputy Chief: - Haniza Talha - Treasurer: - Tan Yee Kew - Deputy Treasurer: - Tengku Maraziyah Tengku Sulaiman - Information Chief: - سيد إبراهيم سيد نوح - Election Director: - نور العزة أنور - Saifuddin Nasution Ismail - Communications Director: - فهمي فضل - Strategy Director: - Sim Tze Tzin | - Central Executive Committee (elected): - Latheefa Beebi Koya - Hee Loy Sian - Christina Liew Chin Jin - فاريز موسى ‏ - إليزابيث هوانغ ‏ - Ali Biju - Yaakob Sapari - Shuhaimi Shafiei - Manikavasagam Sundram ‏ - عظيم الزمان حوري ‏ - Siti Aishah Shaik Ismail - Abdul Yunus Jamhari - William Leong Jee Keen - Zakaria Abdul Hamid - Roland Chia Ming Shen - Khalid Jaafar - Manivannan Gowindasamy - Ravi Munusamy - Abdullah Sani Abdul Hamid - Gooi Hsiao-Leung - Central Executive Committee (appointed): - Saifuddin Nasution Ismail - Rodziah Ismail - Amirudin Shari - Mohdak Ismail - N. Surendran - Mustapha Sakmud - Syed Hussin Syed Ali - State Chairman: - Perlis : Muhammad Fisol Abd Rahman - Kedah : Azman Ismail - Kelantan : عبد العزيز عبد القادر - Terengganu : Azan Ismail - Penang : Mansor Othman - Perak : Md Nur Manuty - Pahang : Fauzi Abdul Rahman - Selangor : محمد عزمين علي ‏ - Federal Territory : Idris Ahmad - Negeri Sembilan : Aminuddin Harun - Malacca : Shamsul Iskandar Md. Akin - Johor : Hassan Karim - Sabah : Christina Liew - Sarawak : Baru Bian |

### Dewan Undangan Negeri (الجمعية التشريعية)

#### ممثلو الجمعية الماليزية
| الجمعية التشريعية لولاية بينانغ14 / 40 الجمعية التشريعية لولاية سيلانجور21 / 56 الجمعية التشريعية لولاية قدح7 / 36 الجمعية التشريعية لولاية فيرق4 / 59 | الجمعية التشريعية لولاية صباح2 / 60 الجمعية التشريعية لولاية نكري سمبيلن6 / 36 الجمعية التشريعية لولاية برليس3 / 15 | الجمعية التشريعية لولاية سراوق3 / 82 الجمعية التشريعية لولاية فهغ2 / 42 الجمعية التشريعية لولاية ترغكانو0 / 32 | الجمعية التشريعية لولاية كلنتن0 / 45 الجمعية التشريعية لولاية جوهر5 / 56 الجمعية التشريعية لولاية ملقا3 / 28 |

## نتائج الانتخابات العامة
| الانتخابات | إجمالي المقاعد التي فاز | مجموع الأصوات | حصة من الأصوات | نتائج الانتخابات                               | انتخاب زعيم                |
| ---------- | ----------------------- | ------------- | -------------- | ---------------------------------------------- | -------------------------- |
| 1999       | 5 / 193                 | 773,679       | 11.67%         | ▲5 مقاعد؛ ائتلاف المعارضة (Barisan Alternatif) | وان عزيزة وفيق وان إسماعيل |
| 2004       | 1 / 219                 | 617,518       | 8.9%           | ▼4 مقاعد؛ ائتلاف المعارضة (Barisan Alternatif) | وان عزيزة وفيق وان إسماعيل |
| 2008       | 31 / 222                | 1,509,080     | 18.58%         | ▲30 مقعدا; ائتلاف المعارضة (Pakatan Rakyat)    | وان عزيزة وفيق وان إسماعيل |
| 2013       | 30 / 222                | 2,254,211     | 20.39%         | ▼1 مقاعد؛ ائتلاف المعارضة (Pakatan Rakyat)     | أنور إبراهيم               |
| 2018       | 50 / 222                | 2,046,484     | 17.10%         | ▲20 مقعدا; الحكومة (تحالف الأمل)               | وان عزيزة وفيق وان إسماعيل |

## نتائج الانتخابات في الولايات
| State election | State Legislative Assembly        | State Legislative Assembly       | State Legislative Assembly          | State Legislative Assembly            | State Legislative Assembly        | State Legislative Assembly       | State Legislative Assembly        | State Legislative Assembly          | State Legislative Assembly                 | State Legislative Assembly         | State Legislative Assembly       | State Legislative Assembly       | State Legislative Assembly         | State Legislative Assembly  |
| State election | Perlis State Legislative Assembly | Kedah State Legislative Assembly | Kelantan State Legislative Assembly | Terengganu State Legislative Assembly | Penang State Legislative Assembly | Perak State Legislative Assembly | Pahang State Legislative Assembly | Selangor State Legislative Assembly | Negeri Sembilan State Legislative Assembly | Malacca State Legislative Assembly | Johor State Legislative Assembly | Sabah State Legislative Assembly | Sarawak State Legislative Assembly | Total won / Total contested |
| -------------- | --------------------------------- | -------------------------------- | ----------------------------------- | ------------------------------------- | --------------------------------- | -------------------------------- | --------------------------------- | ----------------------------------- | ------------------------------------------ | ---------------------------------- | -------------------------------- | -------------------------------- | ---------------------------------- | --------------------------- |
| 1999           | 0 / 15                            | 0 / 36                           | 0 / 43                              | 0 / 32                                | 1 / 33                            | 1 / 52                           | 1 / 38                            | 1 / 48                              | 0 / 32                                     | 0 / 25                             | 0 / 40                           | 0 / 48                           |                                    | 4 / 70                      |
| 2001           |                                   |                                  |                                     |                                       |                                   |                                  |                                   |                                     |                                            |                                    |                                  |                                  | 0 / 62                             | 0 / 25                      |
| 2004           | 0 / 15                            | 0 / 36                           | 0 / 45                              | 0 / 32                                | 0 / 40                            | 0 / 59                           | 0 / 42                            | 0 / 56                              | 0 / 36                                     | 0 / 28                             | 0 / 56                           | 0 / 60                           |                                    | 0 / 121                     |
| 2006           |                                   |                                  |                                     |                                       |                                   |                                  |                                   |                                     |                                            |                                    |                                  |                                  | 1 / 71                             | 1 / 25                      |
| 2008           | 0 / 15                            | 4 / 36                           | 1 / 45                              | 0 / 32                                | 9 / 40                            | 7 / 59                           | 0 / 42                            | 15 / 56                             | 4 / 36                                     | 0 / 28                             | 0 / 56                           | 0 / 60                           |                                    | 40 / 176                    |
| 2011           |                                   |                                  |                                     |                                       |                                   |                                  |                                   |                                     |                                            |                                    |                                  |                                  | 3 / 71                             | 3 / 49                      |
| 2013           | 1 / 15                            | 4 / 36                           | 1 / 45                              | 1 / 32                                | 10 / 40                           | 5 / 59                           | 2 / 42                            | 14 / 56                             | 3 / 36                                     | 0 / 28                             | 1 / 56                           | 7 / 60                           |                                    | 49 / 172                    |
| 2016           |                                   |                                  |                                     |                                       |                                   |                                  |                                   |                                     |                                            |                                    |                                  |                                  | 5 / 82                             | 5 / 40                      |

## روابط خارجية
- Suara Keadilan
- DemiRakyat
- حزب عدالة الشعب  على فيسبوك.